# Fake & True
«Fake & True» es una canción grabada por el grupo surcoreano Twice. Fue lanzado por Warner Music Japan el 18 de octubre de 2019, como el tercer sencillo de su segundo álbum de estudio japonés &Twice.

## Antecedentes y lanzamiento
La canción fue prelanzada como un sencillo digital el 18 de octubre de 2019, junto con el vídeo musical que la acompaña, y fue lanzada oficialmente el 19 de noviembre por Warner Music Japan como la canción principal de su álbum &Twice.

## Composición
«Fake & True» fue compuesta por Kass con letra escrita por Jam9. Fue descrita como una canción de synth pop de sensación retro, que incorpora elementos vibrantes del deep house y fue descrita como una canción "destinada a centrarse en la idea de ser sincero con uno mismo en la búsqueda del éxito y los objetivos, en lugar de aceptar mentiras y falsedades".

## Vídeo musical
El 18 de octubre de 2019, el vídeo musical de la canción fue lanzado a través de YouTube. Fue dirigido por el equipo de producción Vikings League (Vishop).
El vídeo musical se centró en el glamour y el sentido de la moda del grupo, con las chicas vistiendo trajes de alta costura a lo largo del vídeo. Los efectos visuales de espejos, las gafas de realidad virtual, las máscaras, los efectos glitch, las cámaras y las pantallas de video, así como un detector de mentiras, se usaron en todo el vídeo musical para que el espectador se preguntara qué es "verdadero y qué es falso". Para reforzar la temática, también aparece arte clásico y la historia bíblica de Adán y Eva.
El 5 de febrero de 2020 se lanzó una nueva versión del vídeo musical de «Fake & True» llamado «The Truth Game», que solo está disponible en el DVD de la reedición del álbum &Twice. Es una versión reeditada del vídeo original, con más tomas de primeros planos y escenas de las miembros en los detectores de mentiras y menos clips de la coreografía.

## Promoción
«Fake & True» se presentó por primera vez durante la gira por Japón titulada Twice World Tour 2019-2020 Twicelights, que comenzó el 23 de octubre de 2019 en la ciudad de Sapporo. El sencillo también se presentó en un episodio especial del programa de televisión japonés Music Station del canal TV Asahi, titulado Music Station 2 Hour, el 22 de noviembre de 2019.

## Posicionamiento en listas
| Lista (2020)          | Mejor posición |
| --------------------- | -------------- |
| Japón (Japan Hot 100) | 19             |